# Nicole Amarteifio
Nicole Amarteifio es una directora, productora y guionista de cine ghanesa.

## Biografía
Amarteifio nació en Ghana pero su familia se mudó a Londres cuando tenía ella tres meses debido a los golpes militares en su país, viviendo en Inglaterra durante seis años. Sus padres regresaron a Ghana en 1997. Obtuvo una licenciatura en estudios africanos y afroamericanos de la Universidad de Brandeis en 2004. Después de graduarse, consiguió un trabajo en Washington D. C. como consultora para el desarrollo económico africano en The Whitaker Group, trabajando para Rosa Whitaker.
En 2006, se mudó a Acra, Ghana, para trabajar en desarrollo económico en la African Development Foundation. Poco después, tuvo la idea de hacer un programa como Sex and the City. Regresó a los Estados Unidos para asistir a la Universidad de Georgetown y obtuvo una maestría en comunicaciones corporativas en 2010. En Georgetown, estudió con Mike Long, quien alentó su interés por la escritura de guiones. Varios meses después de regresar a Ghana, comenzó a presentar su idea a los profesionales de la televisión, quienes se negaron a aceptar el proyecto, pero la animaron a aprender a escribir un programa.
La primera temporada de su programa, An African City, fue lanzada en YouTube en marzo de 2014. Sigue las vidas de cinco amigas que se mudan a África después de vivir en el extranjero y experimentan el amor y la vida nocturna en la capital de Ghana, con discusiones francas sobre la sexualidad. Amarteifio tenía como objetivo generar conversaciones sobre lo africano y disipar tabúes. La serie fue criticada por representar personajes elitistas que no tienen mucho en común con la mayoría de las mujeres africanas. La segunda temporada del programa salió en 2016. Su segunda serie de televisión, un thriller político llamado The Republic, también se estrenó en 2016, basada en casos de la vida real en Acra.
Ha sido llamada "la Shonda Rhimes de Ghana". Fue nombrada una de las 100 mujeres de OkayAfrica en 2018. Su primer largometraje, Before the Vows, se estrenó en el Festival Internacional de Cine de Seattle en 2018. Una comedia romántica, sigue la relación entre Afua y Nii mientras contemplan el matrimonio.

## Filmografía
- 2012: Praying for Daylight (cortometraje; guionista y coproductora)
- 2014-presente: An African City (serie de televisión; guionista, codirectora, productora)
- 2016: The Republic (serie de televisión; guionista, directora, productora)
- 2018: Before the Vows (escritora, directora y productora)
- 2020: Indie Nation (como ella misma)